# Kalyi Jag (zespół muzyczny)
Kalyi Jag (rom. Czarny ogień) – węgierski romski zespół muzyczny.
Grupa została założona w latach 70. XX wieku w Budapeszcie przez wołoskich Romów pochodzących z Nagyecsed z dawnego komitatu Szatmár (obecnie Komitat Szabolcs-Szatmár-Bereg). Jej powstanie miało związek z rozwojem ruchu Táncház na Węgrzech. Ten nurt kulturalny młodego pokolenia mieszkańców miast o podtekście lekko politycznym nie miał dużego odzewu w mediach a działalność zespołów romskich nazywano ruchem folklorystycznym. Grupa „Kalyi Jag”  została szybko dostrzeżona i wyróżniona w 1979 roku tytułem „Young Masters of Folk Art”. Niestety przez 10 lat od tego czasu nie udało im się nagrać płyty aż do 1987 roku, kiedy powstał pierwszy album.
Styl muzyczny zespołu stał się inspiracją dla innych grup romskich na Węgrzech a także dla zespołów czerpiących z muzyki romskiej z innych krajów. Grupa grała na koncertach i festiwalach na Węgrzech, w krajach sąsiednich i w wielu krajach europejskich, m.in. występowała kilkakrotnie w Polsce.
Styl muzyczny zespołu z Węgier - utwory, aranżacje, nietypowe instrumentarium (dzban i drewniane łyżki) oraz idea nowych opracowań muzycznych tradycyjnych pieśni cygańskich -  zainspirował polską romską pieśniarkę Teresę Mirgę do założenia polskiego romskiego zespołu Kałe Bała. 

## Skład zespołu
- Gusztáv Varga
- Ágnes Künstler
- József Balogh
- József Nagy

## Dyskografia
- 1987 - Fekete Tűz/ Black Fire - Gypsy Folk Songs From Hungary; Hungaroton[4][5]
- 1989 - Lungoj O Drom Angla Mande;	Hungaroton
- 1990 - Karingszo Me Phirav/ Gypsy Folk Songs; Hungaroton
- 1992 - O Suno - The Dream - Az Alom; Hungaroton
- 1993 - Chants Tziganes; Playa Sound
- 1998 - Cigányszerelem Romano Kamipo/ Gipsy Love; Kalyi G+A
- 2002 - Köszöntünk Titeket/ Naisaras Tumen / Greating For You; Kalyi G+A
- 2004 - Tjirej Le Gilja Minden Dalom A Tiéd/ All My Songs Are Yours; RTL Zeneklub
- 2010 - Tovafelé; Folk Európa